# П'єве-ді-Ченто
П'єве-ді-Ченто (італ. Pieve di Cento) — муніципалітет в Італії, у регіоні Емілія-Романья,  метрополійне місто Болонья.
П'єве-ді-Ченто розташовані на відстані близько 330 км на північ від Рима, 25 км на північ від Болоньї.
Населення — 6997 осіб (2014).

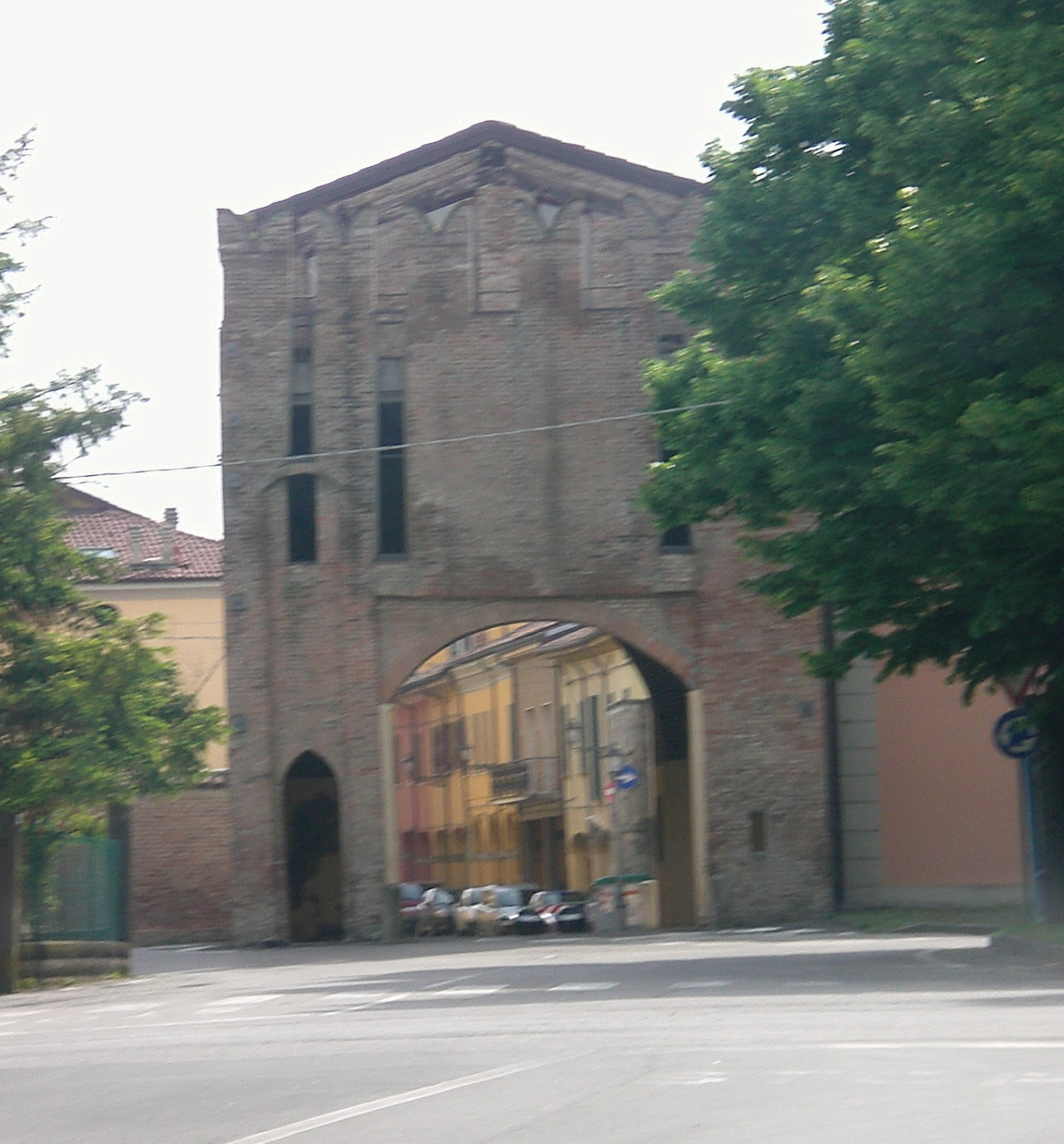

Щорічний фестиваль відбувається 19 березня. Покровитель — San Giuseppe.

## Демографія
Населення за роками:

Станом на 1 січня 2023 року в муніципалітеті офіційно проживали 653 іноземці з 47 країн, серед них 114 громадян країн Євросоюзу та 32 громадяни України.

## Сусідні муніципалітети
- Кастелло-д'Арджиле
- Ченто
- Галльєра
- Сан-П'єтро-ін-Казале
- Сант'Агостіно